# Manoel de Oliveira
Manoel Cândido Pinto de Oliveira GCSE, GCIH (portugheză: [mɐnuˈɛɫ doliˈvɐjɾɐ]; b. 11 decembrie 1908 – d. 2 aprilie 2015) a fost un regizor de film și scenarist portughez, originar din Cedofeita, din apropiere de Porto. 
De Oliveira a început activitatea de realizator de filme în anul 1927, când el și câțiva prieteni de ai săi au încercat să facă un film documentar dedicat Primului război mondial.  De abia în 1931 a terminat prima sa peliculă Douro, Faina Fluvial, un documentar despre orașul său natal, Porto.  După primul său film de ficțiune, Aniki-Bóbó,  realizat în 1942,  cineastul a continuat să producă filme de scurt metraj și documentare pentru următorii 30 de ani.  Recunoașterea sa națională, în toată această perioadă de timp a fost modestă, nefiind considerat un important regizor de film.  Printre numeroșii factori, care l-au împiedicat pe cineastul portughez să facă mai multe filme, mai ales de lung metraj, s-au numărat situația sa familială, tensiunea politică din Portugalia acelor ani și lipsa unei finanțări corespunzătoare.